# 神的战斗
《神的格斗》是由Molleindustria网站发布的一款游戏。该游戏因为涉及到一些宗教问题而受到非议，而制作者也为了这些非议而短暂的将游戏进行下架。

## 玩法与内容
玩家扮演宗教代表的神：上帝、耶稣、佛陀、象头神、弥勒佛、穆罕默德。玩家通过选择的角色和一些其他的神战斗，等玩家击败了所有的神后，则玩家可以与Xenu战斗。
在玩家选择某个角色后，角色的技能会通过动画的方式，将这些技能的效果以及释放的方式展现出来。

## 其他
在巴西Universo Online中原本有这个游戏，但是后来在清真寺等人的抗议下，该网站被迫将游戏从其服务器中删除。